# Sirocco-Gletscher
Der Sirocco-Gletscher ist ein rund 5 km langer Gletscher an der Fallières-Küste des Grahamlands auf der Antarktischen Halbinsel. Er fließt in nordnordöstlicher Richtung zur West Bay, die er zwischen den Brindle Cliffs und Mount Edgell erreicht.
Das UK Antarctic Place-Names Committee benannte ihn 1977 nach dem Sirocco, einem Wüstenwind aus der Sahara.